# KOBE CHIBEN
KOBE CHIBEN（神戸智辯）は、日本のアマチュア野球のチーム。イチローが現役を引退後に結成した野球チーム。

## 概要

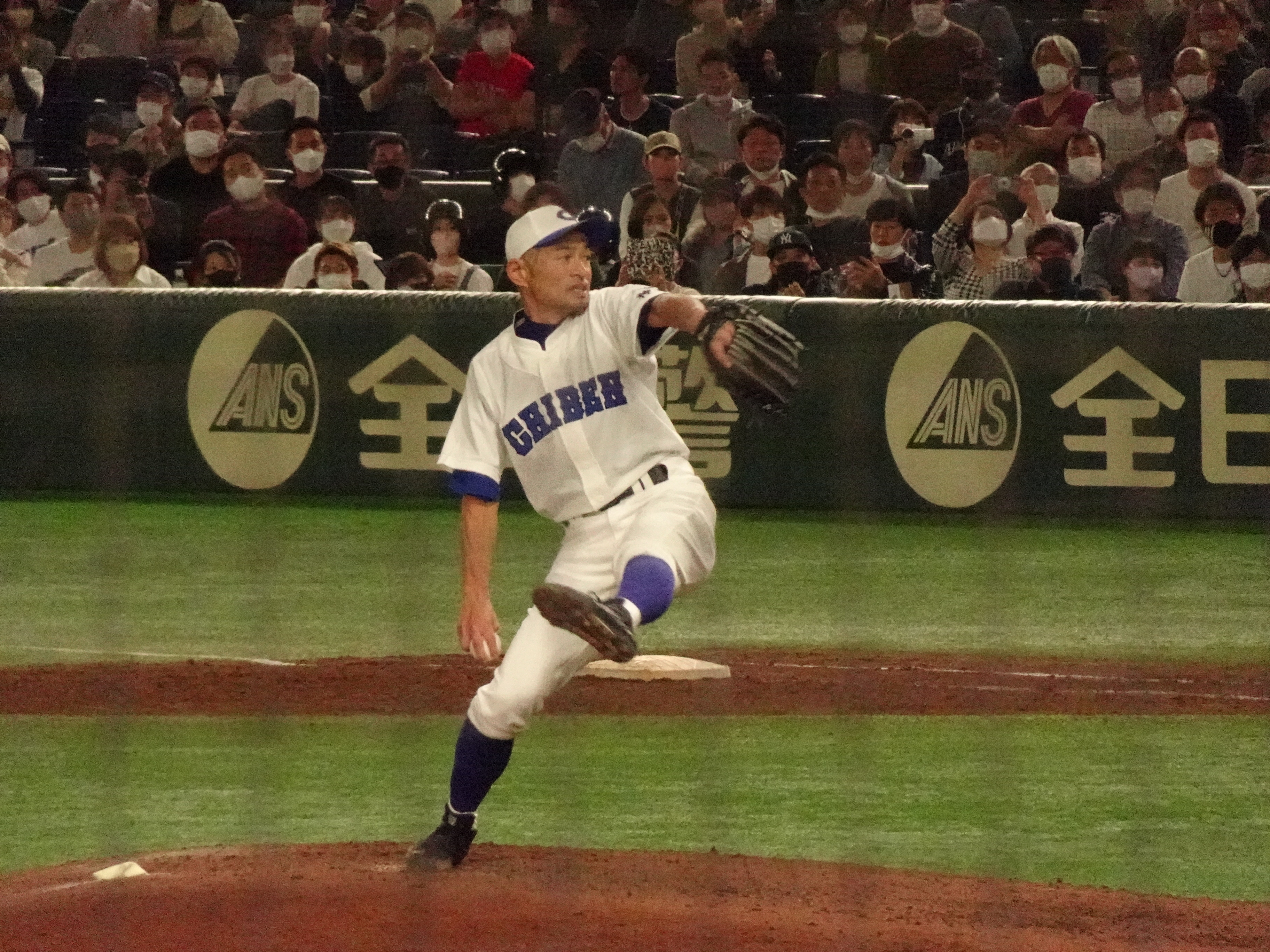
2022年11月の高校野球女子選抜戦に登板するイチロー

チームメンバーはイチローが現役時代に自主トレーニングに関わっていた者が主で、元プロ経験者の他にイチローよりも年上の者や野球未経験者も所属している。チーム名の由来は智辯学園和歌山高等学校から。神戸総合運動公園野球場で行われた高校野球の秋季大会を観戦した際に、智弁和歌山の応援団のブラスバンドに感激したことから智弁和歌山のファンになり学校理事長の許可も受けて、KOBE CHIBENと名付けた。ユニフォームについては、チームカラーは神戸の水のイメージおよびイチローが好きなブルー（ターコイズブルー）、ロゴは漢字の「智辯」は学校のものだから使えないと考えてローマ字の「CHIBEN」とし、その書体は愛知県の中京大学附属中京高等学校のユニフォームの「CHUKYO」と同じ書体、シャツも中京大中京と同じくスタンドカラー（立襟）を採用している。
2019年12月1日にKOBE CHIBENの初めての試合が神戸総合運動公園野球場で行われた。対戦相手は智弁和歌山の教職員により結成されたチームで、イチローは9番投手で出場。結果はイチローが完封し、KOBE CHIBENが勝利。「めちゃくちゃ楽しかった」と感想を述べた。この試合は軟式球で行われており、イチローはプロ野球選手を引退後、中学校時代まで親しんでいた軟式野球の面白さと難しさを改めて感じた。軟球は野球のレベルアップに良く、体への負担も少なく、中学生までは軟式野球をするのが理にかなっているとコメントした。イチローが草野球を始めたことには、野球は楽しいというメッセージも込められていた。
2021年12月18日に神戸総合運動公園野球場でKOBE CHIBENと女子高校硬式野球選抜の試合が行われた。結果は1-0でKOBE CHIBENの勝利。イチローは試合中に足を攣ったものの、最後まで戦い抜いた。
2022年8月28日に放送されたS☆1にイチローが出演し、そこで松坂大輔がKOBE CHIBENに入団することを発表。この時点では既にユニフォームは渡しており、チームメイトであった。イチローは松坂に対し投手ではなく4番打者になることを希望した。
2022年11月3日には、東京ドームでKOBE CHIBENと高校野球女子選抜戦の試合が行われた。結果は7-1でKOBE CHIBENの勝利。この試合には松坂大輔も出場しており、去年の引退試合後、引退セレモニーが終わってからロッカーに戻るとKOBE CHIBENのユニフォームが置いてあり、「そういうことだと思った。」とコメント。松坂大輔はイチローと一緒に試合に出ることが夢であったが、「こんなにすぐに機会が来るとは思っていなかった。」と述べた。

## 試合および戦績
対 智弁和歌山教職員チーム
| 試合日        | 球場                       | 対戦チーム             | スコア       | 備考             |
| ------------- | -------------------------- | ---------------------- | ------------ | ---------------- |
| 2019年12月1日 | ほっともっとフィールド神戸 | 智弁和歌山教職員チーム | 0-14（後攻） | 一般非公開・軟式 |

【WBFJ 高校強化プログラム】
- 大会名：sato presents 高校野球女子選抜 VS イチロー選抜 KOBE CHIBEN
- 主催：全日本女子野球連盟(WBFJ)、株式会社M4、読売新聞社[8]
- 冠協賛：佐藤製薬
- 協賛：SMBC日興証券、三菱重工業、ユニクロ、セブン-イレブン・ジャパン、ベースボール・マガジン社、オリックスグループ、コナミデジタルエンタテインメント、トヨタイムズ、日本航空、ワコール、小林容器、ショップジャパン
- オフィシャルトラベルエージェンシー：フェニックス観光
- 協力：ミズノ
- 使用球場：東京ドーム（第2回 - ）
- 放送局・配信：BS-TBS、TBSスポーツ YouTubeチャンネル

| 試合日         | 球場                       | 対戦チーム   | スコア      | 備考                             |
| -------------- | -------------------------- | ------------ | ----------- | -------------------------------- |
| 2021年12月18日 | ほっともっとフィールド神戸 | 高校女子選抜 | 0-1（後攻） | ９回制・延長無し・女子選抜はDH制 |
| 2022年11月3日  | 東京ドーム                 | 高校女子選抜 | 1-7（後攻） | これ以降は一般公開で有観客       |
| 2023年11月21日 | 東京ドーム                 | 高校女子選抜 | 0-4（後攻） |                                  |
| 2024年9月23日  | 東京ドーム                 | 高校女子選抜 | 3-17(後攻)  |                                  |

## 参加したことのある選手
- イチロー
- 松坂大輔
- 藤本博史[9][10]
- 小斉祐輔[9]
- 廣澤伸哉[10]
- 松井秀喜